# Malvinas, historia de traiciones
 Malvinas, historia de traiciones  es una película documental coproducción  de Argentina y México filmada en colores dirigida por Jorge Denti sobre el guion de Irene Selzer y Alberto Adellach que se estrenó el 6 de septiembre de 1984. La locución del filme estuvo a cargo de Enrique Velasco.
Fue filmada en 16 mm y está dedicada a Raymundo Gleyzer, un cineasta desaparecido durante el Proceso de Reorganización Nacional.

## Sinopsis
La Guerra de Malvinas, principalmente en sus aspectos políticos.

## Entrevistas
Hicieron las entrevistas:
- Gustavo Montiel Pagés
- Jorge Denti
- Michael Chanan

## Entrevistados
Fueron entrevistados:
- Adolfo Pérez Esquivel
- Gregorio Selser
- Anthony Buck
- E. P. Thompson

## Comentarios
La Voz del Interior escribió:

«Trabajo conmovedor por su honradez y valentía.»

La Nación opinó:

«Visión parcial sobre la Guerra de las Malvinas…discutible reinterpretación política de lo sucedido.»

Jorge Halperín en Clarín dijo:

«Merecen destacarse como hallazgos del filme los climas y las iconografías bélicas de ambos pueblos, las mentiras, los usos demagógicos de las tribunas públicas, las verdades calculables de ciertos dirigentes británicos, los pasajes que exhiben los sufrimientos de los soldados.»

Manrupe y Portela escriben:

«Trabajo de investigación que hace hincapié en el manejo político de argentinos e ingleses acerca de la guerra del Atlántico Sur. Antibritánica y anticolonialista, un documento parcial con material de gran valor documental.»